# Uthukela (district)
Uthukela is een district in Zuid-Afrika.
Uthukela ligt in de provincie KwaZoeloe-Natal en telt 668.848 inwoners. Het district is vernoemd naar de gelijknamige rivier.

## Gemeenten in het district[4]
- Emnambithi-Ladysmith
- Imbabazane
- Indaka
- Okhahlamba
- Umtshezi